# Band Music
「Band Music」（バンド・ミュージック）は、OKAMOTO'Sの楽曲。2021年5月19日にAriola Japanから7作目の配信限定シングルとして配信リリースされた。

## 概要
- 前作『M』から約1ヶ月振りのリリース。
- 本曲は、1980年代のディスコサウンドをベースにファンク、ヒップホップ、ロックのテイストを取り入れてアップデートしたナンバー。グルーヴィなバンドアンサンブルを軸に色彩が変わるように展開していく1曲となっている[1]。
- ボーカルのオカモトショウは楽曲について「その名の通りバンド好きによるバンド好きのためのラブソングです」とコメントしている[1]。
- ギターのオカモトコウキは「かわいそうで、絶滅寸前で、でも世界で一番素晴らしいバンドミュージックというものがどうしても好きで、いまだに続けてる自分達と、そんなバンドミュージックを愛する全ての人に捧げる一曲です」とコメントしている[1]。

## 収録曲
1. Band Music
作詞：オカモトショウ
作曲：オカモトショウ、オカトモコウキ
編曲：OKAMOTO'S
2. Young Japanese
作詞：オカモトショウ
作曲：オカモトショウ、オカトモコウキ
編曲：OKAMOTO'S
  - 配信限定4thシングル
3. M
作詞：オカモトショウ
作曲：オカモトショウ、オカトモコウキ
編曲：OKAMOTO'S
  - 配信限定6thシングル